# Ivan Tavčar (učitelj)
Ivan Tavčar, slovenski učitelj, športnik in  fotograf, * 26. oktober 1889, Ljubljana, † 22. oktober 1966, Ljubljana. 

## Življenje in delo
Tavčar je osnovno in meščansko šolo ter učiteljišče  (1905–1909) obiskoval v Ljubljani. Služboval je v Železnikih (1910) v Sori in Ljubljani (1911–1913) na Brdu, od oktobra 1913 je bil v Trstu suplent na državni pripravnici za srednje šole. V letih 1914–1916 je bil vojak v Karpatih. Leta 1916 je bil  vojaščine oproščen in se je vrnil v Trst kjer je učil na pripravnici za trgovsko in obrtno nadaljevalno šolo. Leta 1918 je pribežal v Ljubljano in učil na Viču, v Spodnji Šiški in za Bežigradom, kjer je bil od 1945 do upokojitve 1948 tudi ravnatelj. Vmes je bil smučarski učitelj pri Zimski športni zvezi in tudi večkratni tajnik Slovenskega planinskega društva (SPD).
V desetletju pred 1914 je kot član skupine Dren (njeni člani so bili tudi P. Kunaver, Ivan Michler idr.) prehodil Kamniško-Savinjske Alpe, Vzhodne in Zahodne Julijce, Karavanke, plezal med drugim v Zeleniških špicah, na Planjavi in Kočni in bil tudi jamar. Kot smučarski učitelj je vodil civilne in vojaške smučarske tečaje, številne tečaje za smučarske učitelje, vneto širil predvsem turno smučanje. Nad 50 let je fotografiral za SPD, turistično propagando in šolsko ministrstvo ter dosegel mnogo priznanj.